# DJ Manon

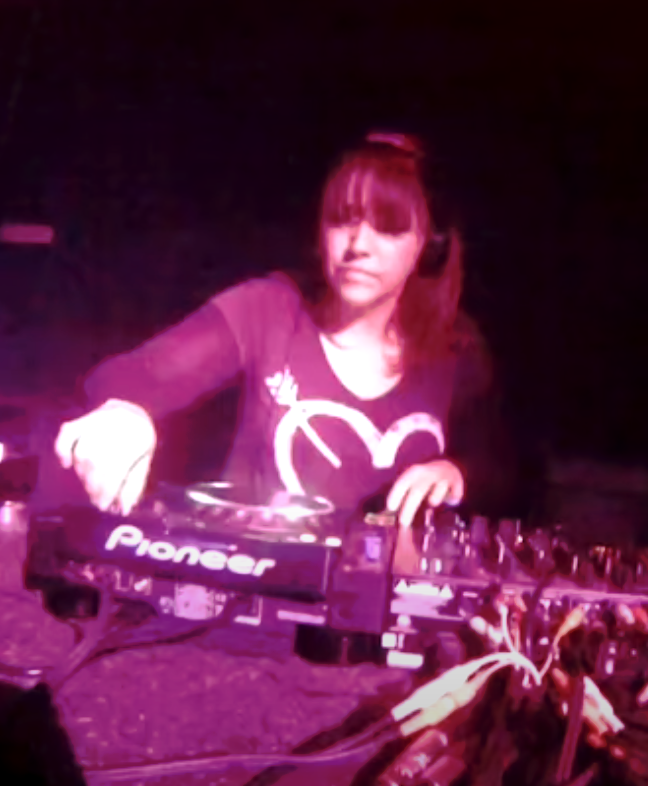
DJ Manon (2013)

DJ Manon (* 1970 als Manon Maeder in Bern) ist eine Schweizer DJ und Musikproduzentin und gilt als eine der Pionierinnen der elektronischen Musik in der Schweiz.

## Biografie
Erste Schritte in die Musikwelt machte Manon im Alter von 7 Jahren, als sie sich von ihrem ersparten Geld Schallplatten kaufte. Musik wurde zum zentralen Punkt in Manons Leben. Ihren ersten Auftritt hatte sie im Alter von 15 in Burgdorf.
Während ihrer Ausbildung im Gastgewerbe entdeckte Manon 1989 die ersten illegalen Partys in der «Dampfzentrale» und dem «Bluelight» in Bern, welche ihre Leidenschaft für die elektronische Musik weckten. Die Gründer des «Bluelight» eröffneten eine der ersten House und Techno Locations der Schweiz, die «Aare Bar» in Bern, wo Manon ein Jahr lang die Führung der Bar übernahm.
1993 entschied sich Manon aus beruflichen und privaten Gründen, nach Zürich zu ziehen. Die Stadt galt damals als Drehscheibe der elektronischen Musik in der Schweiz.
Ihr Job in einem Plattenladen und ihre Mitwirkung bei den legendären Afterhour-Partys im «Oxa» Zürich und «Tarot Club Grodoonia» Rümlang waren schliesslich ausschlaggebend für den Entscheid, ihr Hobby zum Beruf zu machen. Neben dem Auflegen organisierte sie immer wieder eigene Events und förderte unter anderem auch Frauen hinter den Plattentellern.
Im Zürcher Club Kaufleuten ergatterte sie ihr erstes Engagement als resident DJ. Aber es waren vor allem Gigs an Partys von Freunden wie «Dekadance», «Massive Ursive Primitive» und «Life is a Bitch», die ihr halfen, sich in der Schweizer DJ-Szene und später auch international zu etablieren.
1996 begann DJ Manon Musik zu produzieren und ein Jahr später erschien ihr erstes Stück. Mit den Labels Terminal M und Desolat veranstaltete sie ab 2008 eigene Partys und Events. 2014 gründete sie ihr eigenes Partylabel ManonMania.
Manon ist Mutter von zwei Kindern (* 1999 und * 2001) und lebt in Zürich.

## Diskografie
- 1997/1998 «Midweeker»
- 1997 Mix-Compilation «Kaufleuten Vol.3»
- 1998 «The Fly»
- 1999 «Unwirklich» (Gem Records, Frankfurt/Deutschland)
- 1999 Mix-Compilation «Supergirls»
- 2001 «Keep The Green Clean» (Muve, Zürich/Schweiz).
- 2006 für «Island – Vol.2,» mixed by Paul Lomax, Ibiza/Spanien.
- 2006 «Out of My Head» (Level Non Zero, Frankfurt)
- 2006 «Midnight of My Life» von Triosomie 21 (Chromo Music, Paris/Frankreich)
- 2009 INKULU (Album)
- 2011 Que cara e essa